# Ван дер Вейден, Госвин
Госвин ван дер Вейден, Гооссен ван дер Вейден (нидерл. Goswin van der Weyden, Goossen van der Weyden; между 1455 и1465, Брюссель — после 1538, Антверпен) — нидерландский художник, представитель Северного Возрождения. Внук Рогира ван дер Вейдена, один из основателей Антверпенской художественной школы.

## Биография
Госвин родился в Брюсселе в семье художника Питера ван дер Вейдена, который унаследовал художественную мастерскую отца — Рогира ван дер Вейдена. Творческое наследие Питера ван дер Вейдена либо полностью утрачено, либо ещё не выявлено. Художественное образование Госвин ван дер Вейден вероятнее всего получил в мастерской отца. С 1492 года он жил в Лире (Бельгия), где создал собственную мастерскую, и работал, в частности, над заказами местной церкви святого Гуммара.
Не позднее 1500 года Госвин ван дер Вейден переехал в Антверпен, где получил статус гражданина города под именем Гооссен ванд(ер) Вейден (нидерл. Goessen vand[er] Weyden). Вероятно, вступил в антверпенскую Гильдию Святого Луки (гильдию художников) в 1500—1501 гильдийном году (однако, записи Антверпенской гильдии за этот период, по-видимому, утрачены). Он взял себе нескольких учеников в Антверпене в период с 1503—1504 годов (когда были взяты первые ученики) до 1522—1523 годов (когда он обучал последнего). Его собственный сын, Рогир ван дер Вейден Второй, названный в честь деда, также был одним из учеников.
Госвин ван дер Вейден управлял большой мастерской в Антверпене, на улице Huidevettersstraat, в здании, принадлежавшем аббатству Тонгерло (нидерл. Tongerlo), и создал по заказам этого монастыря многочисленные работы, некоторые из которых сохранились. Покровителем и постоянным заказчиком Госвина был аббат Антониус Цгроотен (нидерл. Antonius Tsgrooten), возглавлявший аббатство Тонглеро в 1504—1530 годах.
Одно из последних упоминаний о Госвине Ван дер Вейдене в документах относится к 1538 году.

## Творчество
На сегодняшний день, Госвину ван дер Вейдену приписывается около 40 сохранившихся произведений. Из них только в отношении нескольких существуют документы, подтверждающие авторство художника (в основном это — алтарные картины, написанные для аббатства Тонглеро), тогда как остальные атрибутируются на основании стилистического сходства с подтверждёнными работами. В связи с этим, многие атрибуции рассматриваются как спорные, и могут содержать ошибки в обе стороны (то есть Госвину могут быть приписаны работы других мастеров, а другим мастерам или «неизвестному мастеру» — работы Госвина).
Лучшими работами Госвина ван дер Вейдена с подтверждённым авторством являются «Триптих аббата Антониуса Цгроотена» (1507, Королевский музей изящных искусств Антверпена), «Житие Святой Димфны» (1505, Фонд «Феб») и «Мадонна с Младенцем и донаторами» (1513, Берлинская картинная галерея).
Стилистически Госвин ван дер Вейден явно ориентировался на своего прославленного деда, Рогира ван дер Вейдена, однако, для его времени такой стиль считался уже не новаторским, а, скорее, несколько архаичным. В работах Госвина историки искусства находят влияние и других более ранних художников, таких, как Герард Давид.

## Галерея

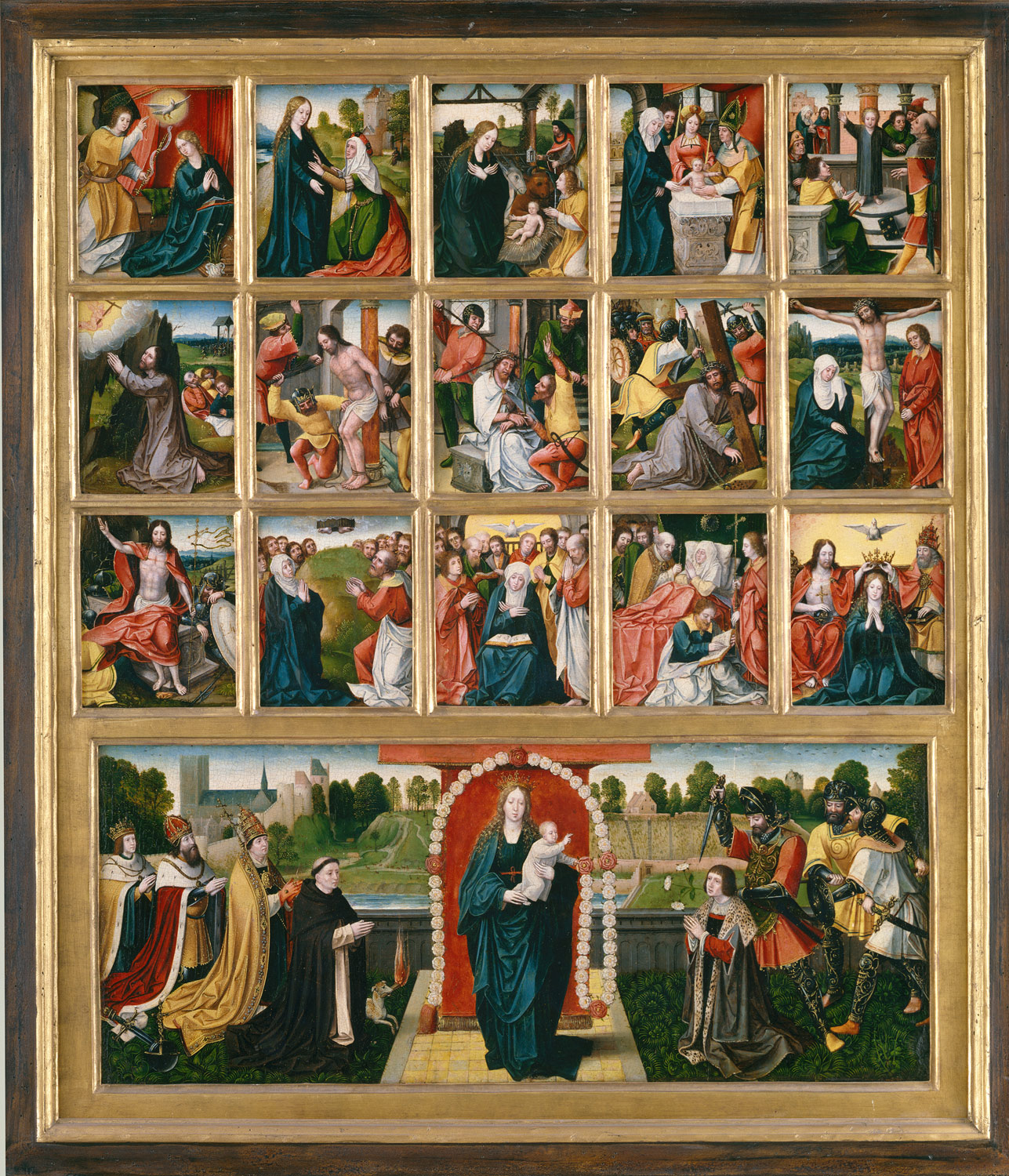
Пятнадцать таинств Девы Марии Розария. Между 1515 и 1520. Дерево, масло. Метрополитен-музей, Нью-Йорк
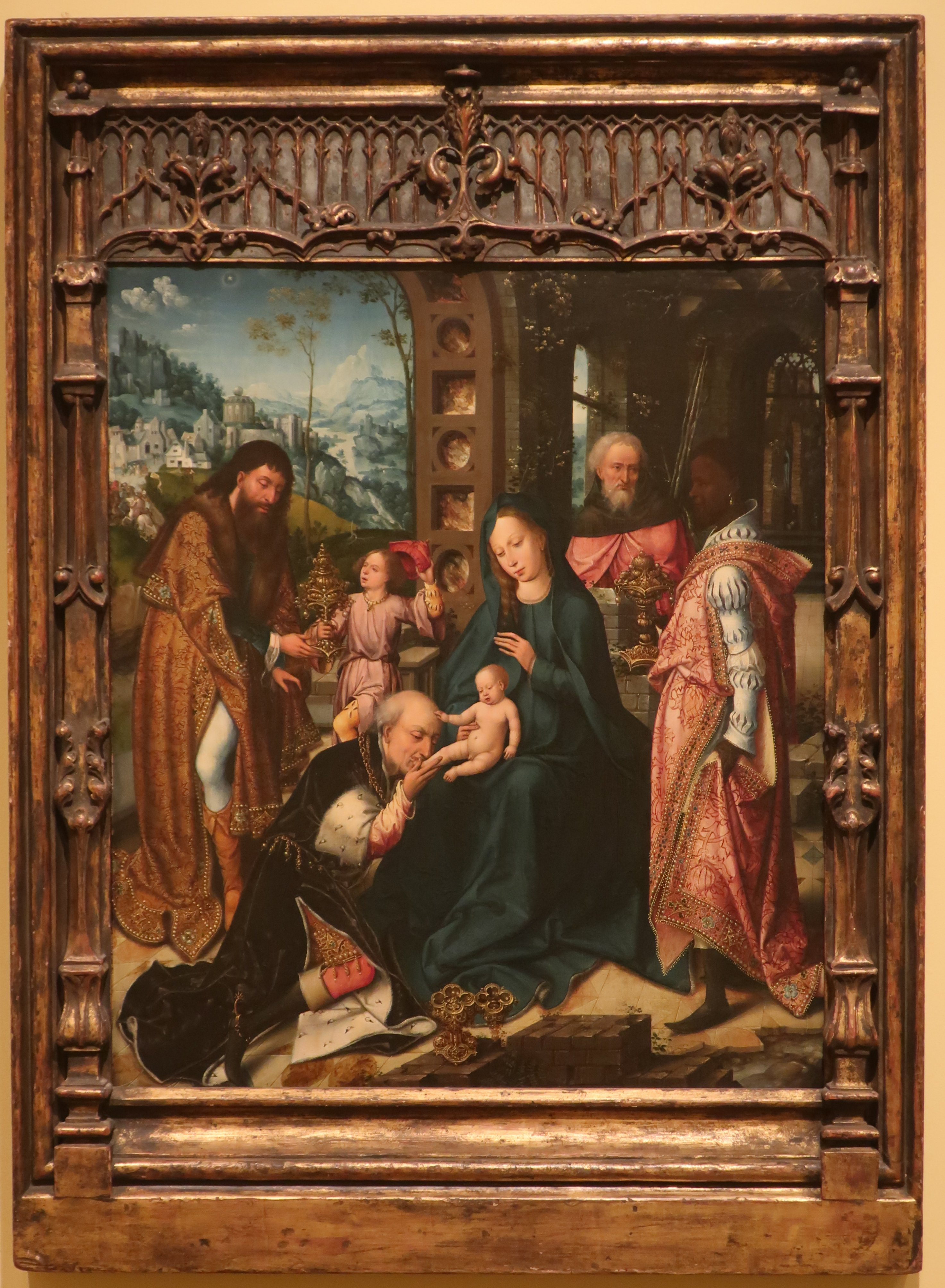
Поклонение волхвов (приписывается). Дерево, масло. Художественный музей Гонолулу, Гавайи, США
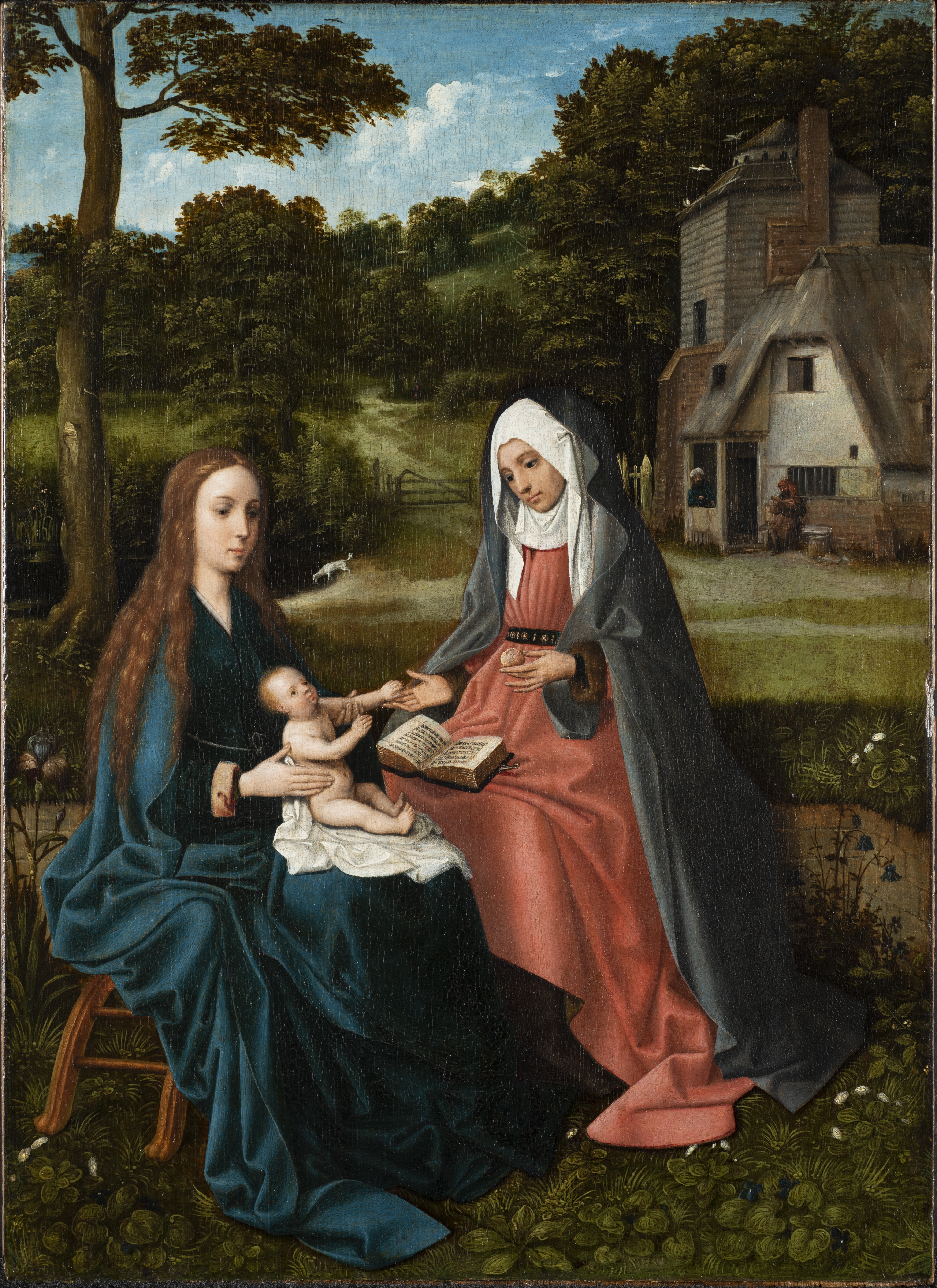
Мадонна с Младенцем и Святой Анной. 1500. Дерево, масло. Университет Вандербильта, Нэшвилл, Теннесси, США
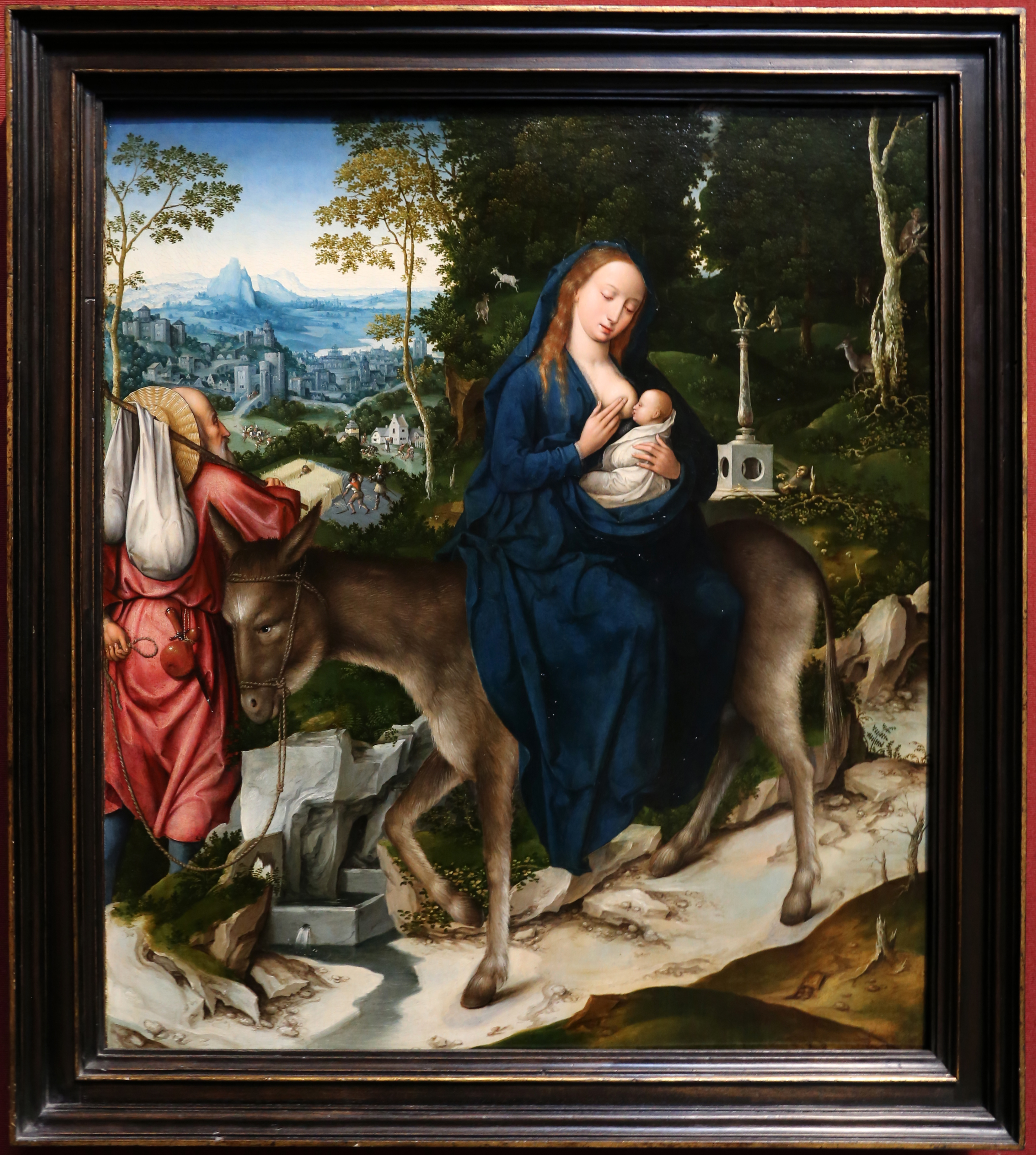
Бегство в Египет. 1516. Дерево, масло. Лондонская национальная галерея
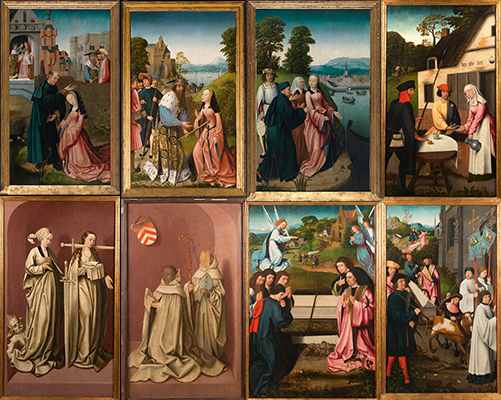
Алтарные панели со сценами жития святой Димфны. Между 1504 и 1505. Дерево, масло. Королевский музей изящных искусств, Антверпен
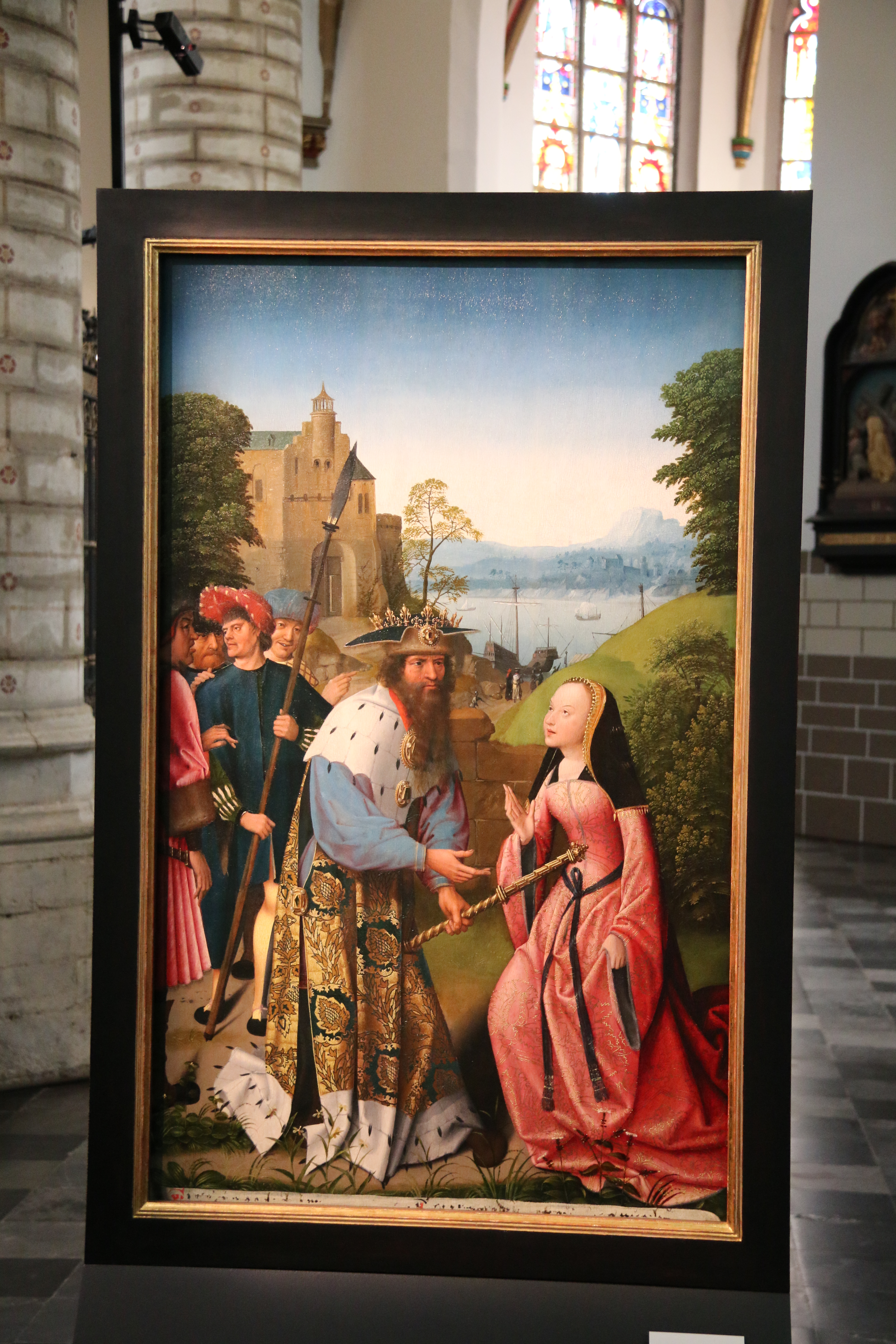
Сцена из жития святой Димфны. Алтарная панель.
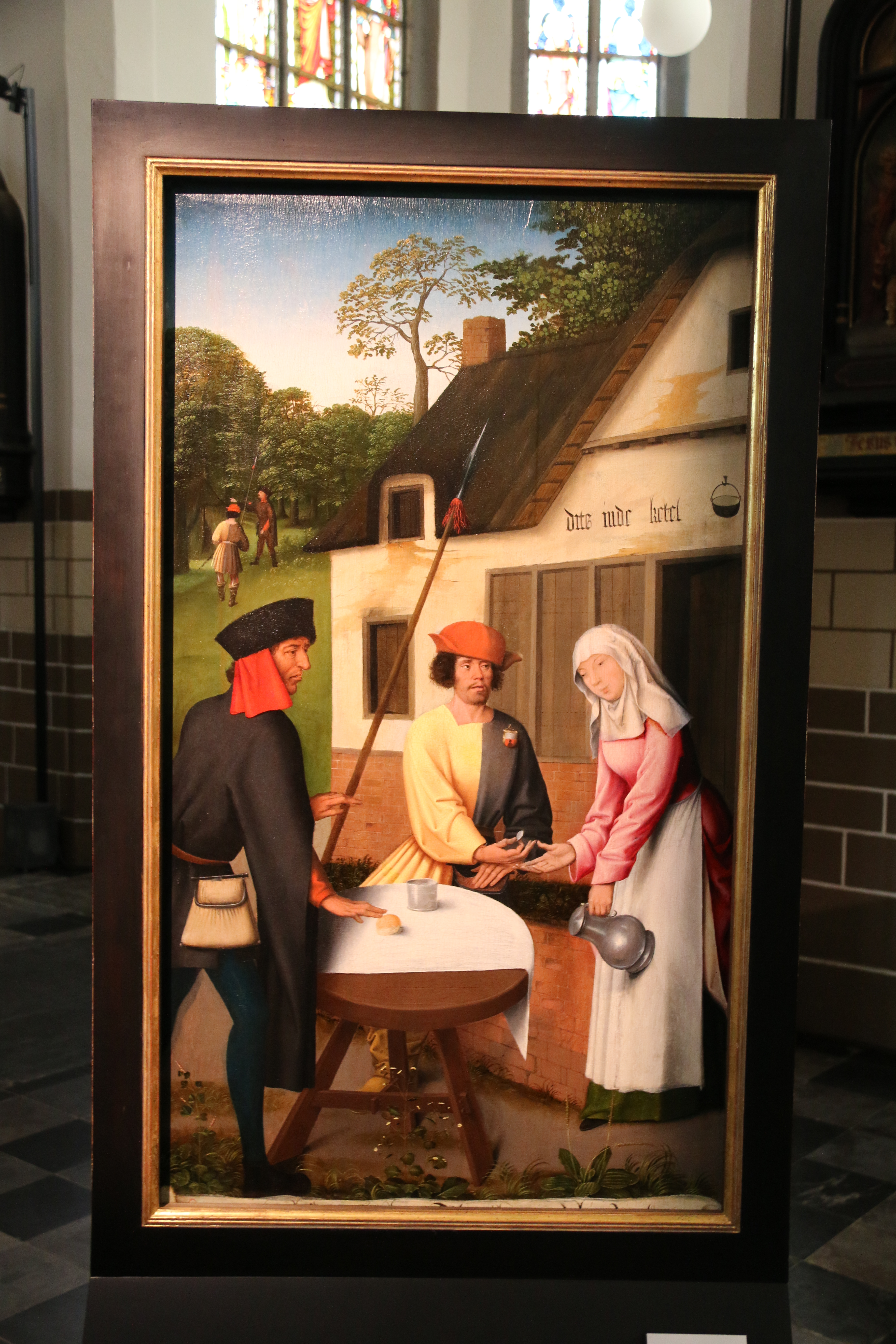
Сцена из жития святой Димфны. Алтарная панель.
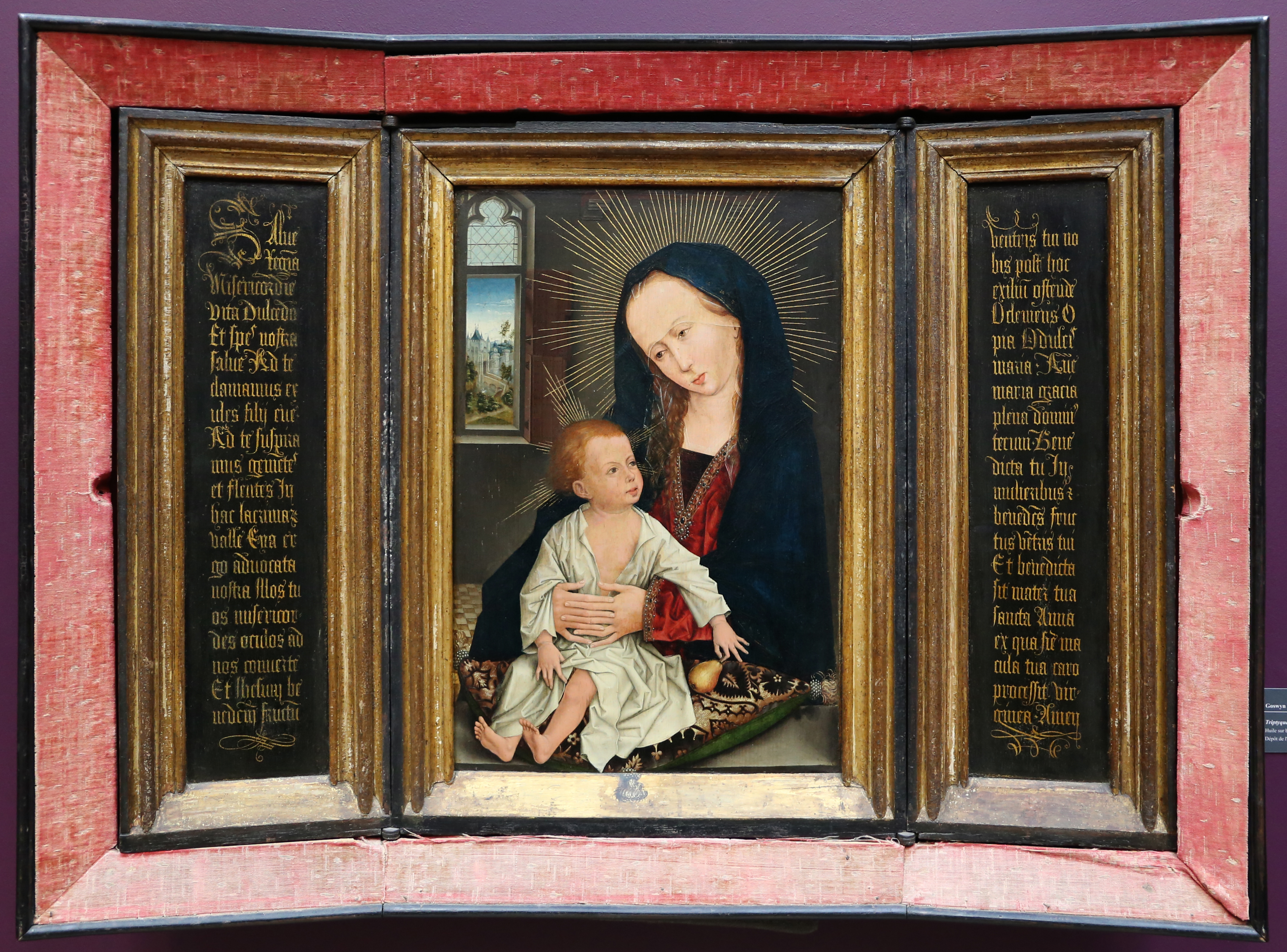
Триптих с изображением Мадонны с младенцем в центре, и текстом молитвы «Славься царица» (на латыни) на боковых створках. Дерево, масло. Музей изящных искусств, Турне, Бельгия
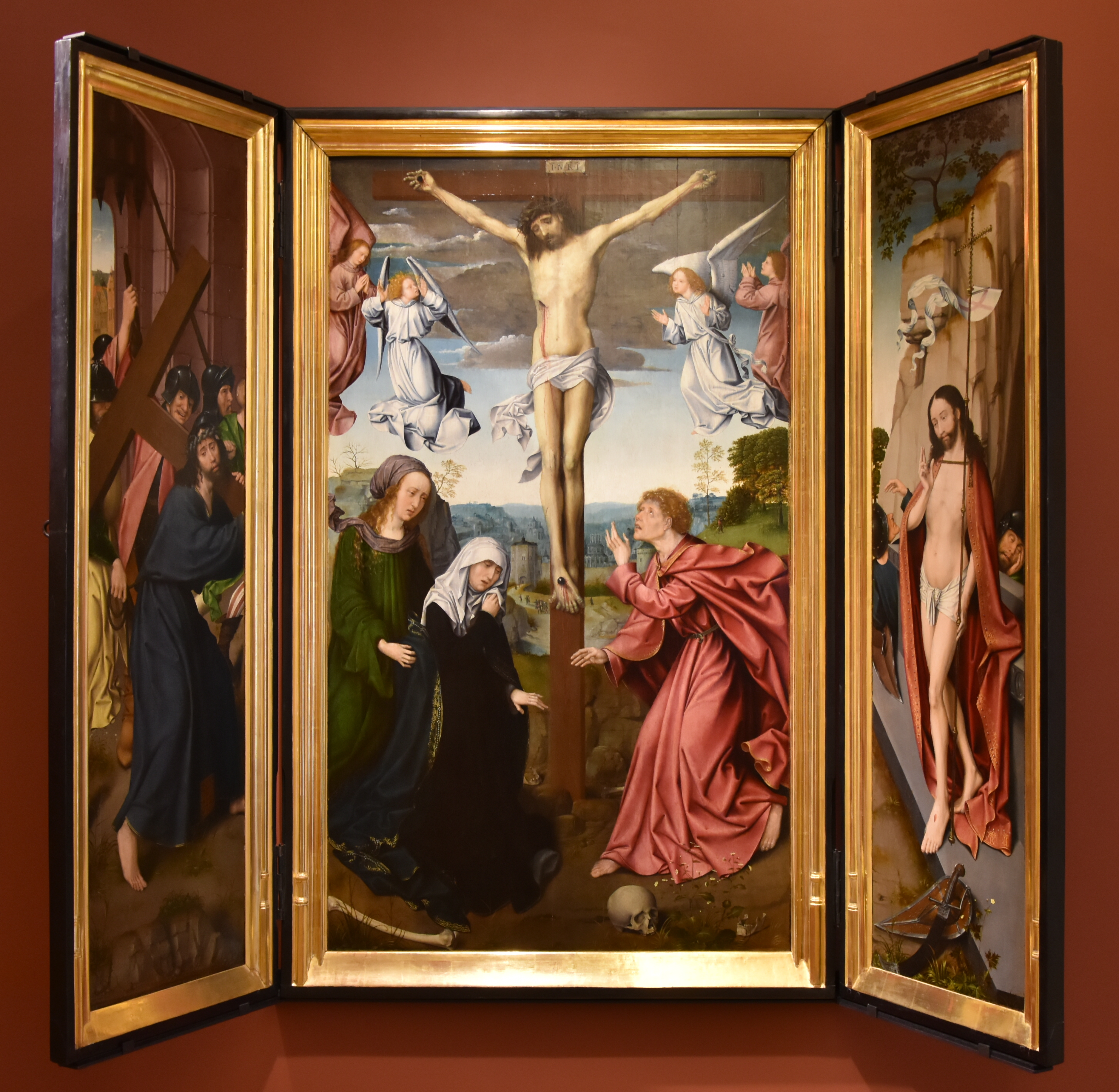
Распятие (триптих). 1500-е. Дерево, масло. Музей изящных искусств, Дижон
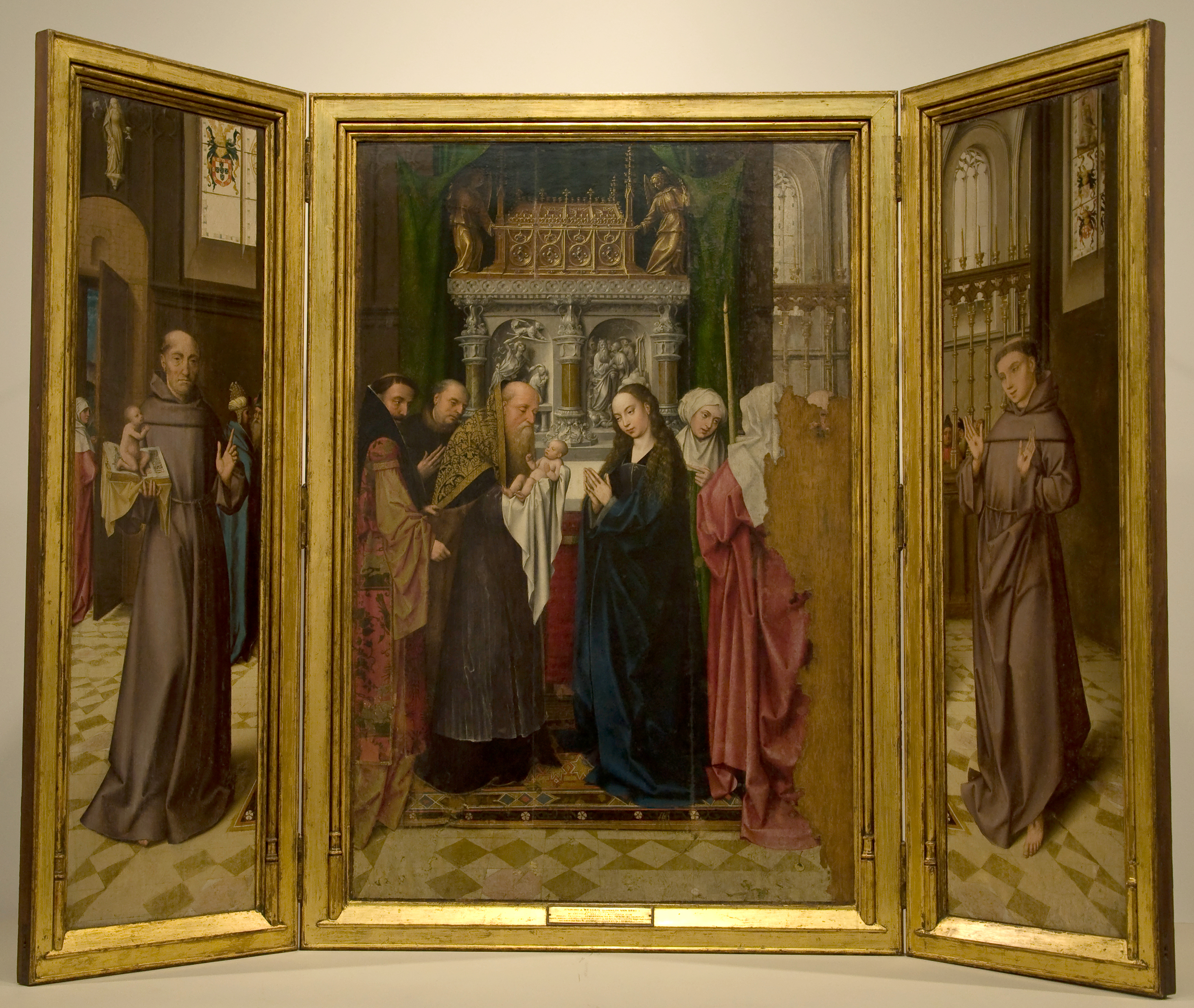
Сретение Господне. Триптих со святыми Антонием и Франциском на боковых створках. Национальный музей старинного искусства, Лиссабон